# Bloodwritten
Bloodwritten – polski zespół wykonujący thrash/black metal. Uformowany w 1997 w Warszawie. Pierwsze demo wydał w 1998.
Bloodwritten powstał w 1997 roku w Warszawie. Zaczynali od grania black metalu, inspirowanego okultyzmem, magią i prozą Lovecrafta. W 1998 roku nagrali pierwsze demo (Demo 98), a w 2000 roku Pages in Blood. W 2004 roku nagrali w studio Hertz nowy materiał – Reborn, gdzie słychać wyraźne wpływy europejskiego thrashu, czy wczesnej twórczości Slayera. Jako swoje inspiracje wymieniają poza tym takie zespoły jak: Kreator, Immortal, Necrophobic, Carpathian Forest. W 2006 roku zespół nagrał w Hertzu pełny album Iniquity Intensity Insanity” wydany w Vinylucifer Records. W 2009 roku nagrany został album Thrashin' Fury, wydany w 2010 roku przez Witching Hour Prod.
Ich muzyka to thrash/black metal, z wpływami death metalu. W swoich tekstach porusza tematy związane z mrocznymi stronami człowieczeństwa.

## Muzycy

### Obecny skład
- Bastard – wokal
- Thanathos – gitara
- Necro Hypnos – gitara
- Marrath – bas
- session musician – perkusja

### Poprzedni członkowie
- Chaos – bas
- Ostry – bas
- Arek – perkusja
- Wampir – bas
- Taylor Hod – perkusja
- Deamon – perkusja
- Darkiron – perkusja
- Matt the Persekutor – perkusja

## Dyskografia
- Demo '98, (demo), 1998
- Pages in Blood, (pełny album), 2000
- Reborn, (demo), 2004
- Iniquity Intensity Insanity, 2006, wydawnictwo zespołu
- Iniquity Intensity Insanity, 2008, Vinylucifer Records
- Whore, EP, 2010
- Thrashin' Fury, 2010, Witching Hour Prod.
- Thrashin' Fury, limited 12" LP, 2010, Witching Hour Prod.
- SLUT ,EP, 2015